# ريختهكوة (مقاطعة دورة)
ريختهكوة (بالفارسية: ریخته‌کوه) هي قرية تقع في قسم كشكان الريفي (مقاطعة دورة) في إيران. يقدر عدد سكانها بـ 118 نسمة بحسب إحصاء 2016.